# Бойко Артур Володимирович
Артур Володимирович Бойко (1 листопада 1963, Моршин — пом.3 травня 2012, Моршин) — радянський та український футболіст, що грав на позиції нападника та півзахисника. Відомий за виступами за низку українських футбольних клубів другої ліги СРСР та першої і другої українських ліг. Після завершення виступів на футбольних полях — дитячий футбольний тренер.

## Клубна кар'єра
Артур Бойко народився в Моршині, а розпочав займатися футболом у стрийській ДЮСШ, де його першими тренерами були Олексій Кухар та Петро Довбуш. Пізніше Артур Бойко продовжив заняття футболом у львівському спортінтернаті, де його тренерами були Едуард Козинкевич та Ярослав Луцишин. Розпочав виступи на футбольних полях Бойко в аматорській команді «Спартак» зі Стрия. У 1984 році він дебютував у командах майстрів, у цьому році зігравши за три команди другої ліги СРСР: черкаський «Дніпро», чернівецьку «Буковину» та луцьке «Торпедо», в якому провів найбільше в цьому році — 20 матчів. та продовжив виступи в луцькій команді й наступного року. Проте у 1985 році він зіграв лише 4 матчі, та продовжив виступи в аматорському «Сільмаші» з Ковеля. У 1987 році Бойко перейшов до аматорського на той час черкаського «Дніпра», з яким у цьому році виграв чемпіонат УРСР серед колективів фізкультури. У цій Команді Артур Бойко виступав і наступного року вже в другій лізі СРСР, а вже в 1989 році повернувся на Волинь, де грав у складі аматорського клубу «Підшипник» з Луцька. У 1990 році він знову грає у складі луцької команди майстрів, яка на той час уже повернула собі історичну назву «Волинь», проте після проведених 4 матчів футболіст переходить до хмельницького «Поділля», де також надовго не затримується, і вирішує поїхати на футбольні заробітки до Польщі, де грав за нижчоліговий клуб «Сталь» із Гожице.
У 1992 році Артур Бойко повернувся до України, де вже в її першому незалежному чемпіонаті грав у складі команди  перехідної ліги «Дністер» із Заліщиків. У другій половині 1992 року футболіст знову грав у складі аматорського луцького «Підшипника», а протягом 1993 року грав у складі команди першої ліги «Скала» зі Стрия, у складі якої він зіграв 26 матчів. Після цього Бойко грав знову у складі волинських аматорських команд «Підшипник» і «Явір» з Цумані. У 1988 році Артур Бойко грав у складі команди другої ліги «Цементник-Хорда» з Миколаєва, який став його останнім професійним клубом. Далі до 2000 року Бойко грав у складі аматорської команди «Авангард» із Жидачева, після чого завершив виступи на футбольних полях.

## Після завершення футбольної кар'єри
Після завершення виступів на футбольних полях Артур Бойко стає дитячим футбольним тренером у Стрийській ДЮСШ. Протягом 12 році він працював тренером, неодноразово його команди перемагали як у місцевих, так і у всеукраїнських та міжнародних дитячих футбольних турнірах. Колишній футболіст раптово помер 3 травня 2012 року.

## Особисте життя
Артур Бойко був одружений, та мав трьох синів. Старший син Артура Бойка, Олександр Бойко працював тренером Академії футболу моршинської «Скали», молодші сини Артур та Марко займаються футболом у академії «Скали».

## Вшануваня пам'яті
З 2013 року в Стрию проводиться всеукраїнський турнір дитячих команд пам'яті Артура Бойка.